# Cheltenham Town
Cheltenham Town (offiziell: Cheltenham Town Football Club) – auch bekannt als The Robins – ist ein englischer Fußballklub aus der Grafschaft Gloucester.

## Geschichte
Nachdem es zuvor bereits Versuche gegeben hatte, den Fußballsport in Cheltenham zu etablieren, wurde Anfang 1892 der heutige Cheltenham Town Football Club gegründet. Sein erstes Spiel bestritt der Klub am 12. März 1892 gegen das Team der Dean Close School und verlor mit 3:4. Zunächst wurden lediglich Freundschaftsspiele gegen benachbarte Mannschaften ausgetragen, aber gegen Mitte der 1890er Jahre schloss man sich dem regelmäßigen Spielbetrieb der Mid Gloucester League an, die bereits 1897 gewonnen werden konnte.
Die folgenden Jahrzehnte spielte Cheltenham Town in regionalen Amateurligen. In der Spielzeit 1933/34 gelang erstmals die Qualifikation für den FA Cup. Nach Siegen über den FC Barnet (2:1) und Carlisle United (5:1) kam es am 13. Januar 1934 zum Kräftemessen mit dem damaligen Zweitligaklub FC Blackpool. Zwar wurde das Spiel mit 1:3 verloren, aber die 10.389 Zuschauer stellen bis heute den Besucherrekord des Vereins dar. 1935 trat der Klub der Southern League bei, einer Halbprofiliga, in deren verschiedenen Klassen bis in die 1980er Jahre gespielt wurde. Durch den Titelgewinn in der Premier Division der Southern League gelang 1985 der Sprung in die Conference National, die höchste Halbprofiliga, aus der Cheltenham Town 1992 wieder in die Southern League abstieg. 1997 gelang der Wiederaufstieg in die Conference. Bereits im ersten Jahr wurde dort die Vizemeisterschaft erreicht und auch die FA Trophy, der Pokal für Halbprofimannschaften, konnte durch einen 1:0-Erfolg gegen den FC Southport gewonnen werden.

Historisches Logo bis 2010

Ein Jahr später gelang mit der Meisterschaft der Aufstieg in die Third Division und damit in den Profifußball. In der Football League pendelt Cheltenham seither zwischen der dritten und der vierten Liga. 2006 wurde in der Football League Two, wie die vierte Klasse nunmehr heißt, der fünfte Platz und damit die Playoffs um den Aufstieg erreicht. Im Halbfinale gelang zunächst ein 2:1-Auswärtssieg bei den Wycombe Wanderers, so dass im Rückspiel vor eigener Kulisse ein 0:0 ausreichte, um das Endspiel am 28. Mai 2006 im Millennium Stadium von Cardiff gegen Grimsby Town zu erreichen. Dort konnten sich die Robins mit 1:0 durchsetzen und den Aufstieg sichern. Im Folgejahr gelang erstmals der Klassenerhalt in der dritten Liga. Die schwache Saison 2008/09 endete auf dem 23. Rang und dem Abstieg in die Football League Two.

## Ligazugehörigkeit
- bis 1935: regionale Amateurligen
- 1935–1985: Southern League (verschiedene Klassen)
- 1985–1992: Conference National
- 1992–1997: Southern League
- 1997–1999: Conference National
- 1999–2002: Football League Third Division
- 2002/03: Football League Second Division
- 2003/04: Football League Third Division
- 2004–2006: Football League Two
- 2006–2009: Football League One
- 2009–2015: Football League Two
- 2015–2016: Conference National
- 2016–2021: EFL League Two
- 2021–2024: EFL League One
- seit 2024: EFL League Two